# Константин Бачийски
Константин Живков Бачийски е български политик, председател на партията „Средна европейска класа“, два мандата е бил общински съветник от партията в Бургас (2015 – 2021). Народен представител от парламентарната група на „Продължаваме промяната“ (ПП) в XLVII, XLVIII и XLIX народно събрание.

## Биография
Константин Бачийски е роден на 22 ноември 1978 г. Завършва Технически университет – София, със специалностите „Телекомуникации“ и „Стопанско управление“.
На изборите за Европейски парламент през 2014 г. е кандидат от листата на НФСБ, към този момент е член на Изпълнителния комитет на партия Средна европейска класа.
На местните избори през 2015 г. е избран за общински съветник от партия „Средна европейска класа“.
На местните избори през 2019 г. е кандидат за кмет на Бургас от СЕК, избран е за общински съветник. На този си пост е до края на 2021 г., когато е избран за народен представител.
На 17 септември 2021 г. председателят на СЕК – Георги Манев упълномощава своя заместник Константин Бачийски да представлява партията до провеждане на редовния конгрес на 9 октомври.
Партията става мандатоносител, заедно с партия ВОЛТ, на новосъздадения, но нерегистриран като партия политически проект на Кирил Петков и Асен Василев „Продължаваме промяната“, за да може ПП да се яви на парламентарните избори през ноември 2021 г. Оттогава Бачийски е водач на листата на ПП за Бургас на парламентарните избори и става народен представител в XLVII, XLVIII и XLIX народно събрание.